# Königlich Preußisches Lehrerinnenseminar Koblenz

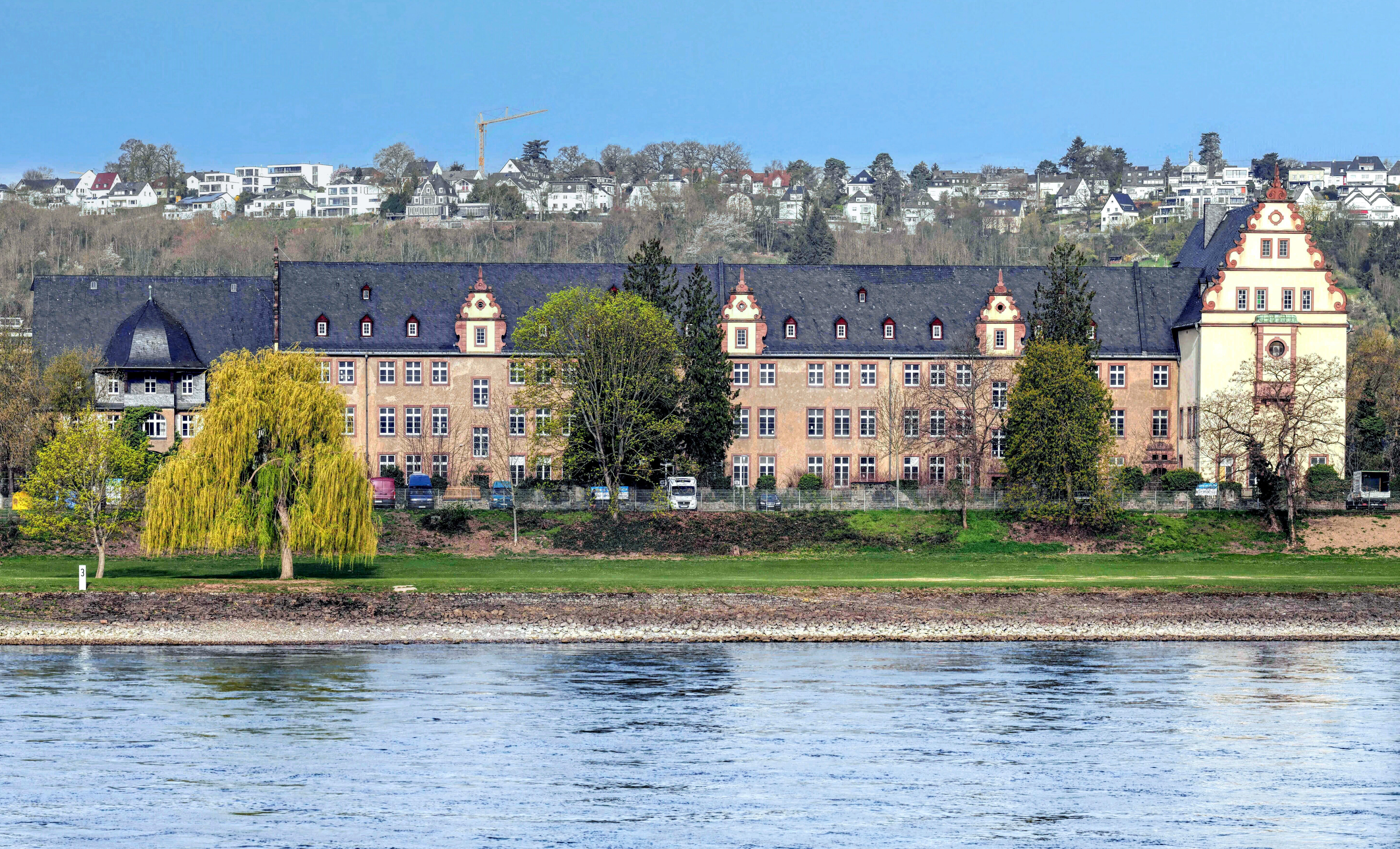
Das ehemalige Königlich Preußische Lehrerinnenseminar in Koblenz-Oberwerth

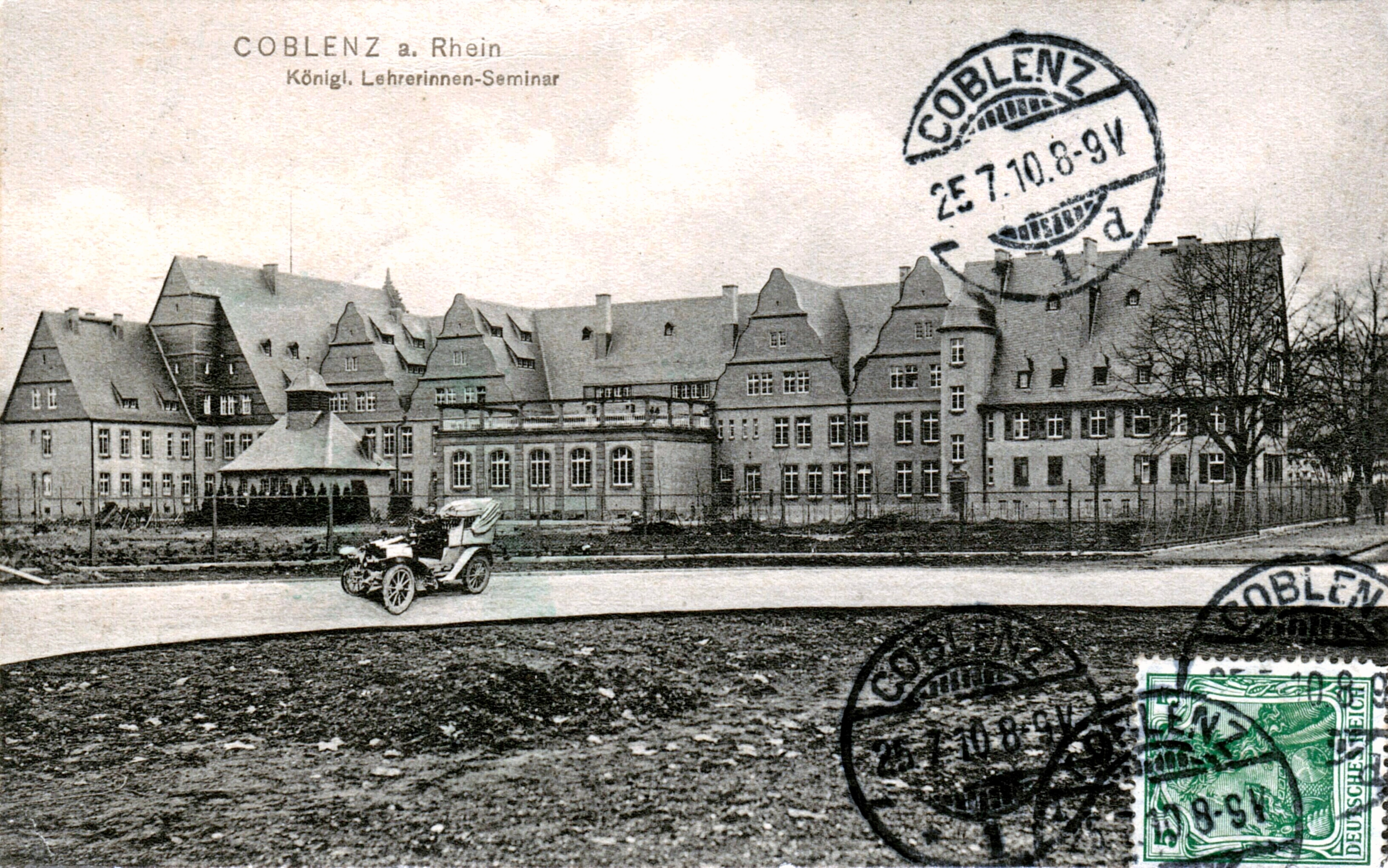
Lehrerinnen-Seminar 1910

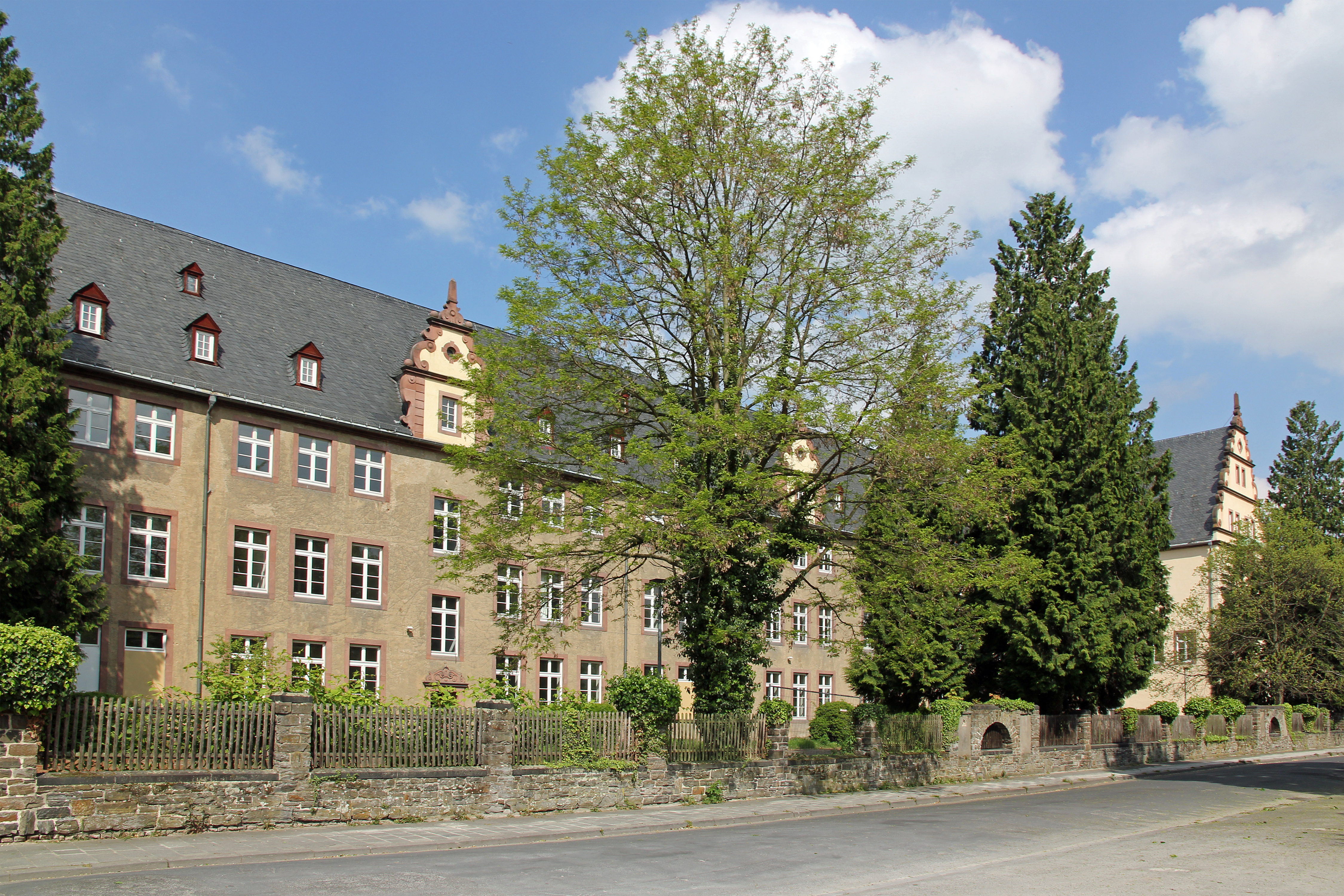
Der Hauptbau in der Mitte

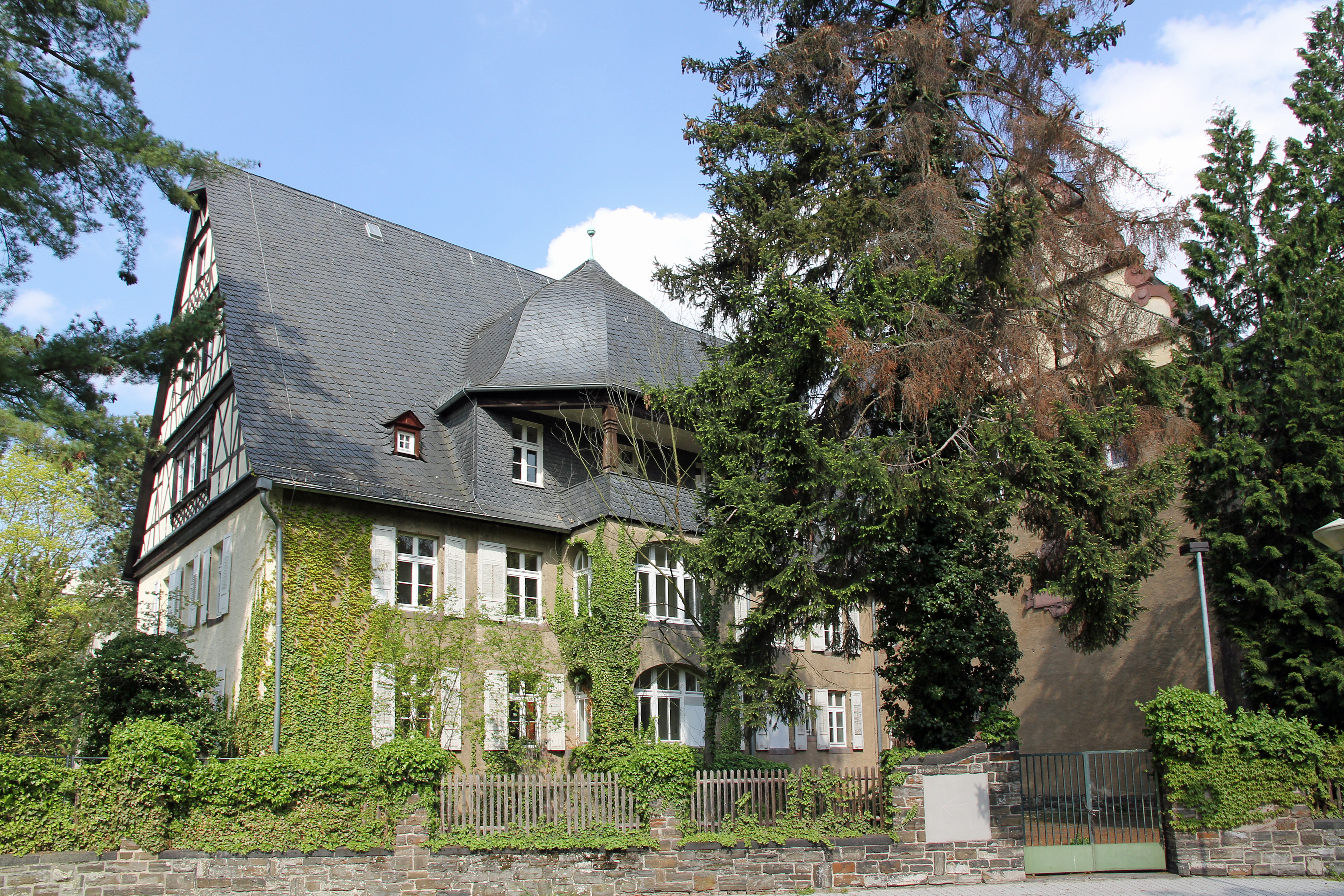
Das Direktorenwohnhaus im Süden

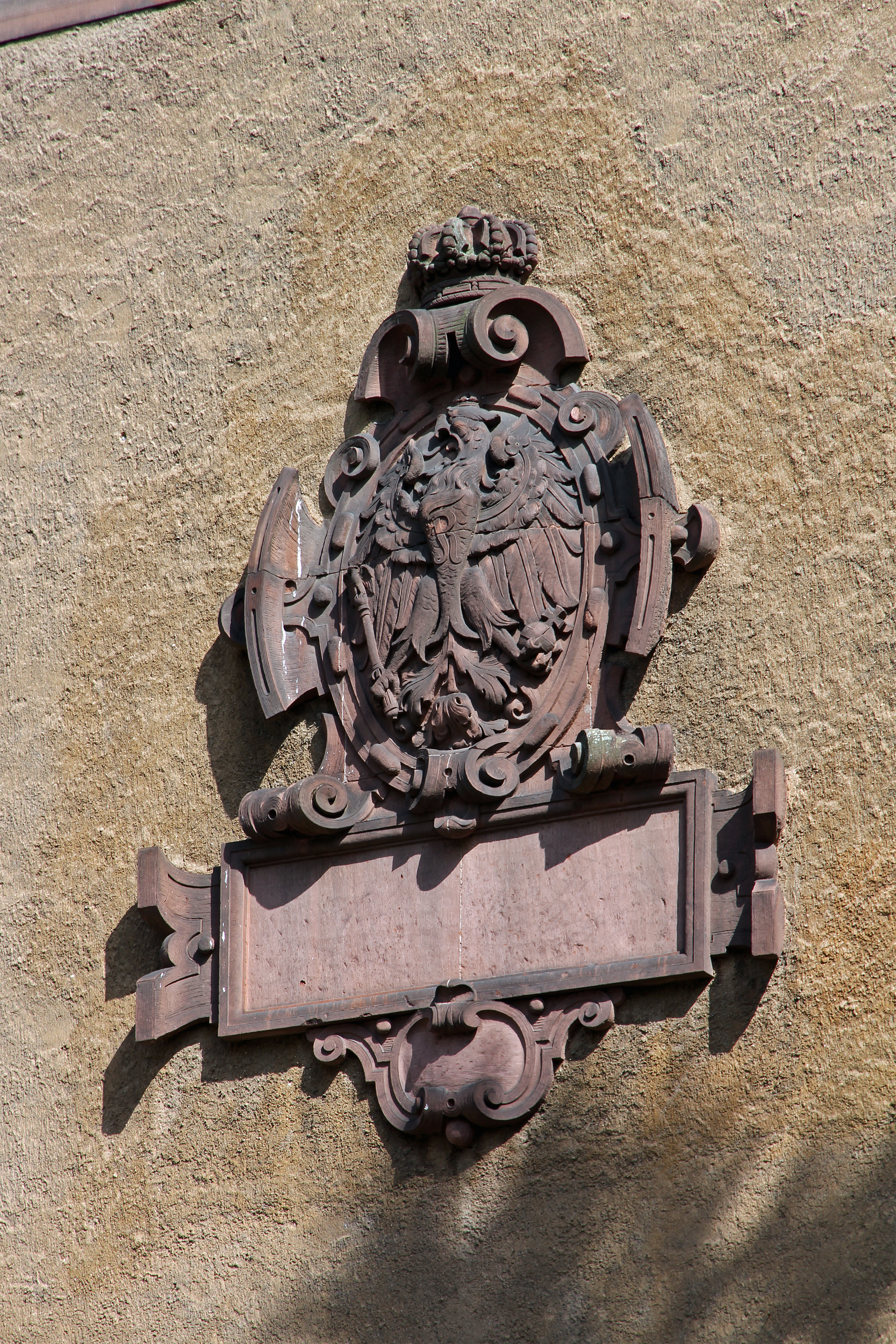
Das preußische Staatswappen auf der Südseite des Hauptbaus

Das Königlich Preußische Lehrerinnenseminar wurde 1907–1908 auf dem Oberwerth in Koblenz erbaut. Das Gebäude des Lehrerinnenseminars wurde nach Auflösung 1925 von verschiedenen Hochschuleinrichtungen und schließlich 1990–2002 von der Universität Koblenz-Landau weitergenutzt.

## Geschichte
Auf der ehemaligen Rheininsel Oberwerth befand sich seit dem 12. Jahrhundert bis zur Säkularisation 1802 nur ein Benediktinerinnenkloster. Mit Bau der Horchheimer Eisenbahnbrücke in den 1870er Jahren und dem Zuschütten des südlichen Rheinarms verlor sie ihren Inselcharakter. Anfang des 20. Jahrhunderts begann eine rege Bautätigkeit auf der ehemaligen Insel.
Preußen führte 1825 die allgemeine Schulpflicht ein. Bis zum Kulturkampf lag die Erziehung der Kinder bei den Kirchen und wurde 1872 durch eine staatliche Schulaufsicht ersetzt. Damit einher ging die Neuordnung der Lehrerbildung, auch weil der Bedarf an Lehrern mit dem Bevölkerungszuwachs Ende des 19. Jahrhunderts stark anstieg. Das Königlich Preußische Lehrerinnenseminar wurde 1903 in Koblenz gegründet. Im Auftrag des Preußischen Kultusministeriums wurde dazu auf dem Oberwerth anstelle des ehemaligen Benediktinerinnenklosters 1907–1908 nach Plänen der Regierungsbaumeister Fleck und Leithold ein Seminargebäude errichtet.
Bei einem Brand wurde am 26. März 1911 der Dachstuhl des Gebäudes vernichtet. In der Zeit der Weimarer Republik änderte sich die Einstellung zur Konzeption der einfachen Volksschullehrerbildung. Daher wurde das Lehrerinnenseminar auf dem Oberwerth 1925 geschlossen und danach einer anderen Nutzung zugeführt. In der NS-Zeit wurde 1937 in dem Gebäude die Hochschule für Lehrerbildung eingerichtet, die 1942 in eine Lehrerbildungsanstalt umgewandelt wurde. Bei den Luftangriffen auf Koblenz im Zweiten Weltkrieg wurde das Gebäude leicht beschädigt und nach dem Krieg wiederhergestellt.
Mit Gründung des Landes Rheinland-Pfalz 1946 in Koblenz wurden die Ministerien für Finanzen, Wirtschaft und Wiederaufbau im Gebäude des ehemaligen Lehrerinnenseminars untergebracht. Die französische Militärregierung ordnete die Einrichtung von Pädagogischen Akademien an, die mit Umzug der Landesregierung nach Mainz 1950 in dem Gebäude ihre Arbeit aufnahm. Nach der Umwandlung 1960 in eine Pädagogische Hochschule, ging sie in der 1969 gegründeten Erziehungswissenschaftlichen Hochschule Rheinland-Pfalz (EWH) auf. In den 1970er Jahren wurden hinter dem ehemaligen Lehrerinnenseminar weitere Gebäude für die Hochschule errichtet. Da sich das Studienangebot im Laufe der Jahre kontinuierlich erhöhte, wurde die Erziehungswissenschaftliche Hochschule aufgelöst und stattdessen 1990 die Universität Koblenz-Landau gegründet. Am 18. Januar 1997 kam es bei Reparaturarbeiten erneut zu einem Brand im Dachstuhl des Gebäudes.
Die Universität zog 2002 in einen Neubau nach Metternich um. Danach wurde das Gebäude kurzzeitig noch von der Fachhochschule Koblenz genutzt und steht seit dem leer. Das gesamte Hochschulgelände wurde vom Land verkauft, um es als „Musikerviertel“ mit Wohnungen neu zu bebauen. Nachdem das Land Rheinland-Pfalz, als Eigentümerin des Geländes, die Grundstücke verkauft hat, erfolgte durch die BPD Immobilienentwicklung GmbH, die u. a. ein Regionalbüro in Koblenz betreibt, eine Neugestaltung bzw. -bebauung des Geländes unter dem Projektnamen 3Klang. In diesem Rahmen wird das Gebäude des Lehrerinnenseminars einer neuen Nutzung (Wohnen) zugeführt.

## Bau
Der Gebäudekomplex des ehemaligen Königlich Preußischen Lehrerinnenseminar setzt sich aus einem lang gestreckten dreigeschossigen Hauptbau entlang des Rheins, einem quer gelagerten Aula-Flügel im Norden, dem zweigeschossigen Direktorenwohnhaus im Süden und dem Anbau einer Turnhalle auf der Hofseite zusammen. Das Wohnhaus setzt sich architektonisch mit seinem reichen Fachwerkgiebel vom Rest ab. Die weiteren Gebäudeteile sind im Stil der Neorenaissance gestaltet. Die übrigen Giebel sind mit Rollwerk geschmückt, ebenso wie das preußische Staatswappen auf der Südseite.
Zur Gesamtanlage gehören ebenfalls drei freistehende Wohnhäuser mit Walmdächern, die 1926 nach Plänen des Stadtbaumeisters Karl Radeboldt für Beamte des Provinzial-Schulkollegiums errichtet wurden. Hier flankieren zwei Doppelhäuser ein mittleres Einzelhaus. Die zweigeschossigen Putzbauten besitzen Standerker auf der Straßenseite mit gewellten Eckstützen und einem Balkon obenauf.

## Denkmalschutz
Das ehemalige Königlich Preußische Lehrerinnenseminar ist ein geschütztes Kulturdenkmal nach dem Denkmalschutzgesetz (DSchG) und in der Denkmalliste des Landes Rheinland-Pfalz eingetragen. Es liegt in Koblenz-Oberwerth in der Rheinau 3/4.
Seit 2002 ist das ehemalige Königlich Preußische Lehrerinnenseminar Teil des UNESCO-Welterbes Oberes Mittelrheintal.